# Camanducaia
Camanducaia là một đô thị thuộc bang Minas Gerais, Brasil. Đô thị này có diện tích 527,572 km², dân số năm 2007 là 20212 người, mật độ 44 người/km².